# 深圳大學城

深圳大学城名称

深圳大學城，位於深圳市南山區的西丽湖国际科教城，佔地2平方公里，毗鄰大沙河。深圳大學城於2001年動工建設，2003年9月落成教學設施建設。而其會議中心曾用作「深圳開放改革30周年慶典」之用。
深圳大學城現有全日制在校生16818人，其中，本科4539人，硕士10191人，博士2088人。深圳大學城全职教職員2834人（专任教师1131人、博士后390人、行政人员829人、教辅人员484人），在大学城工作或领衔科研课题的院士13人。
目前，清华大学深圳国际研究生院、北京大学深圳研究生院和哈尔滨工业大学（深圳）由深圳大学城管理服务中心统筹规划建设及后勤运营事务，其他高校及科研机构由各机构自主运营。

## 历史

### 2000年-2010年
2000年，4月，深圳市政府决定兴建深圳大学城，吸引国内外名牌大学来深办学；10月，深圳市政府与清华大学签订办学协议，确定将清华大学作为首家引进办学的实体。
2001年，1月，深圳市政府与北京大学签约；5月，深圳市政府与哈尔滨工业大学签约；10月，深圳大学城举行奠基典礼。
2002年，4月，教育部正式批准南开大学深圳金融工程学院。
2003年，9月，清华大学深圳研究生院等三所研究生院正式进入深圳大学城办学。
2005年，深圳大学城举办首届综合运动会。
2006年，9月，南开大学深圳金融工程学院校址正式启用；12月，位于深圳大学城内的深圳市科技图书馆面向师生开放。
2009年，5月，中国科学院深圳先进技术研究院入驻深圳大学城。

2010年，1月，由于南开大学与深圳市政府终止合作，南开大学深圳金融工程学院校址由南方科技大学筹备办公室全面接收，作为南方科技大学启动校区。

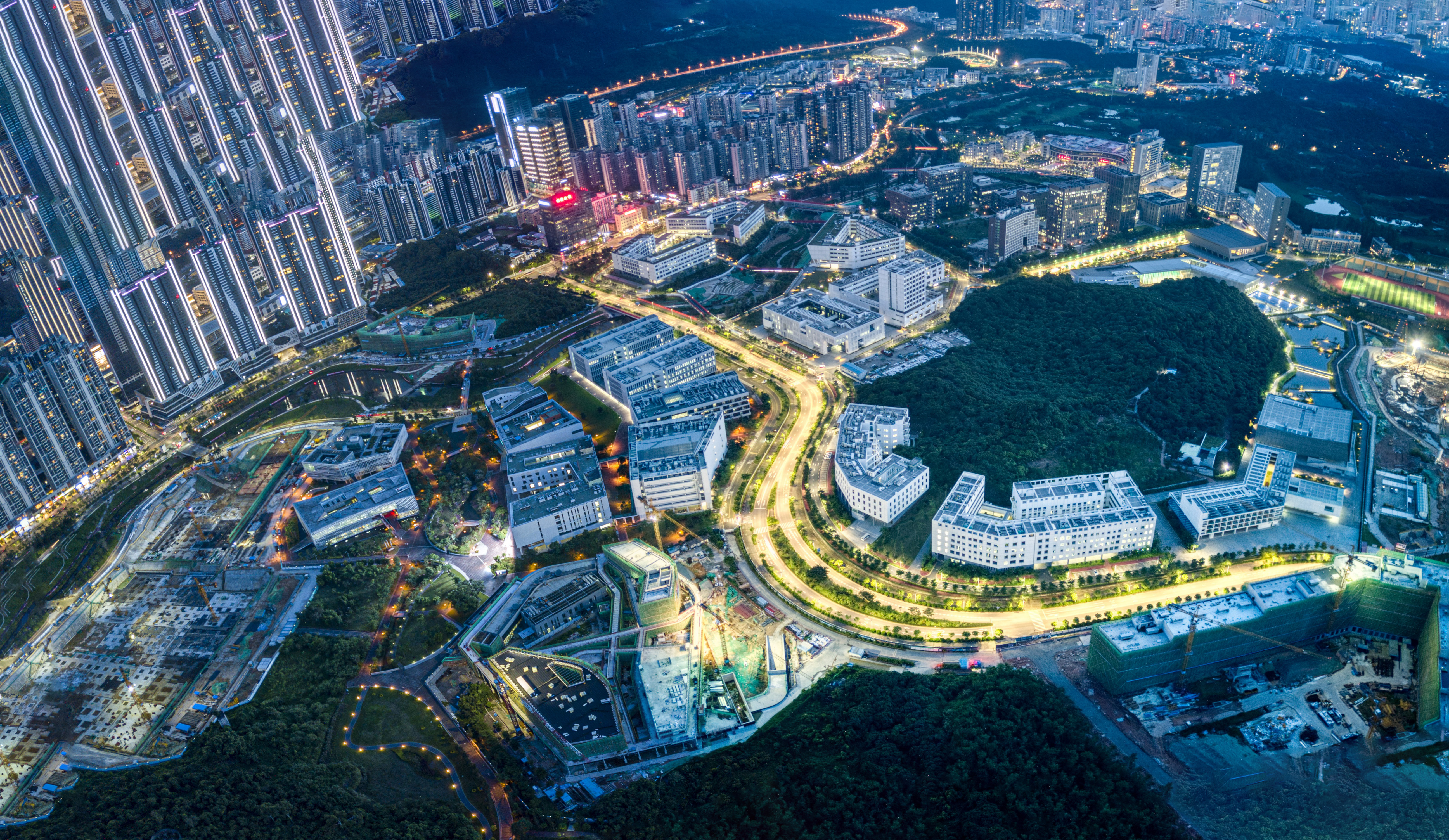
深圳大学丽湖校区夜景

### 2011年-2020年
2012年，南方科技大学整体搬迁至深圳大学城东区的永久校区。
2014年，4月，深圳市政府与哈尔滨工业大学签署合作办学协议，在深圳研究生院基础上共建本科、硕士、博士教育体系完备的哈尔滨工业大学（深圳）。
2016年，12月，深圳市南山区政府首次提出“西丽湖国际科教城”概念。
2017年，2月，深圳大学西丽校区（现为深圳大学丽湖校区）投入使用。
2018年，5月，举行清华大学深圳国际研究生院一期项目奠基仪式；6月，深圳大学城片区首家公立医院——深圳大学总医院正式开业；8月，哈尔滨工业大学（深圳）新校区正式交付使用；12月，深圳市政府与清华大学签署全面战略合作框架协议，共建清华大学深圳国际研究生院。
2019年，1月，深圳大学城国际会议中心投入使用。
2020年，3月，天津大学佐治亚理工深圳学院获教育部批复正式成立；12月，科技部、教育部、广东省人民政府联合出台专项文件，明确要求举办西丽湖论坛。

### 2021年-
2021年，6月，大沙河生态长廊深圳大学城段面向市民开放；8月，深圳大学丽湖校区二期投入使用；12月，首届西丽湖论坛在深圳大学城召开。
2022年，9月，启动“西丽湖国际科教城”跨校课程互选计划，深圳大学城五校学生可跨校选课；11月，深圳大学城高校首次在大沙河举行赛艇联赛，深圳西丽湖国际科教城X9高校院所联盟（简称“X9联盟”）同时成立。
2023年，2月，深圳大学城首条校园接驳巴士线路——B869路开通。

## 教育及科研医疗机构

### 高等院校
| 位置   | 学校                                   | 性质             | 总占地面积   | 后勤管理部门                           |
| ------ | -------------------------------------- | ---------------- | ------------ | -------------------------------------- |
| 西片区 | 清华大学深圳国际研究生院               | 异地研究生院     | 0.33平方公里 | 深圳大学城管理服务中心                 |
| 西片区 | 北京大学深圳研究生院                   | 异地研究生院     | 0.26平方公里 | 深圳大学城管理服务中心                 |
| 西片区 | 哈尔滨工业大学（深圳）                 | 异地校区         | 0.33平方公里 | 深圳大学城管理服务中心                 |
| 东片区 | 中国科学院深圳先进技术研究院           | 主校区           | 0.13平方公里 | 中国科学院深圳先进技术研究院财务资产处 |
| 东片区 | 南方科技大学                           | 主校区           | 1.94平方公里 | 南方科技大学总务与空间办公室           |
| 东片区 | 深圳大学丽湖校区                       | 分校区           | 1.38平方公里 | 深圳大学丽湖校区管理办公室             |
| 东片区 | 天津大学佐治亚理工深圳学院             | 中外合作办学机构 | 0.16平方公里 |                                        |
| 东片区 | 南开大学深圳金融工程学院（2009年撤销） | 异地研究生院     | 0.15平方公里 |                                        |

### 中小学校
- 深圳大学城丽湖实验学校
- 深圳大学城西丽实验小学
- 哈尔滨工业大学（深圳）实验学校
- 深圳市南山区第二外国语学校（集团）平山小学
- 深圳大学附属教育集团外国语中学
- 深圳大学附属教育集团实验小学
- 南方科技大学教育集团第一实验小学
- 南方科技大学教育集团第二实验学校
- 深圳道尔顿新华公学

### 公共设施
- 深圳市科技图书馆
- 深圳大学城体育中心
- 深圳大学总医院
- 南方科技大学深圳医院（建设中）

### 其他机构
- 国家超级计算深圳中心
- 南山智园
- 深港科学园（含南方科技大学深港微电子学院、深港创新中心，建设中）

## 建築設計
- 行政及圖書館大樓由羅麥莊馬香港分公司（英语：RMJM）設計
- 運動設施由哈爾濱工業大學建築設計研究院設計
- 清華大學校區及哈爾濱工業大學校區由深圳市建築設計研究總院建築科學研究院設計
- 北京大學校區由華藝設計顧問（深圳）有限公司設計

## 鄰近
- 桃源街道
- 深圳西麗湖麒麟山莊
- 西麗野生動物園
- 西瀝水庫
- 西麗高爾夫鄉村俱樂部

## 交通

### 内部交通
校园接驳巴士（B869线）

### 公路
- 沙河西路
- 留仙大道
- 学苑大道
- 丽水路
- 京港澳高速（广深高速）
- 南坪快速路
- 福龙路

### 地铁
- █深圳地铁5号线：长岭陂站、塘朗站、大学城站、西丽站
- █深圳地铁7号线：西丽站、西丽湖站